# Samuel Eck
Samuel Adalbert Eck (* 28. Dezember 1856 in Sankt Petersburg; † 31. Dezember 1919 in Gießen) war ein evangelischer Theologe und hessischer Politiker (DDP) und Abgeordneter des Landtags des Volksstaates Hessen in der Weimarer Republik.

## Familie und Beruf
Samuel Eck war der Sohn des Kaufmanns Adalbert Eck und dessen Frau Mary geborene Stromberg. Er heiratete am 10. Juni 1883 in Reval Ida Ludmilla, geborene Tobien (1865–1903). 
Samuel Eck studierte Evangelische Theologie an der Universität Leipzig, der Universität Tübingen, der Georg-August-Universität Göttingen und der Universität Gießen und schloss das Studium mit der Promotion ab. Während des Studiums wurde er Mitglied des Klassisch-Philologischen Vereins Leipzig im Naumburger Kartellverband. 1882 bis 1883 war er Vikar in St. Petersburg, 1883 bis 1885 Pfarrer in Akkermann in Bessarabien. 1885 bis 1887 wirkte er als Probstadjunkt und Religionslehrer in Odessa. 1887 bis 1899 war er Pfarrer in Rumpenheim, 1899 bis 1903 in Offenbach am Main und 1903 bis 1904 Stadtpfarrer in Darmstadt. 1904 bis 1919 lehrte er als Professor der Theologie an der Universität Gießen. Er war Mitglied der Landessynode und wurde 1913 zum Geheimen Kirchenrat ernannt.

## Politik
Samuel Eck war 1919 kurze Zeit Landtagsabgeordneter. Am 1. April 1919 schied er aus dem Landtag aus. Sein Nachfolger war Wilhelm Loos.

## Werke
- Die vom Staat befreite Volkskirche. 1919.
- Gedanke und Persönlichkeit. 1914.
- Opfer. 1914.
- Wir glauben, darum bleiben wir. 1914.
- Festrede z. Jahrhundertfeier d. Stadt u. Univ. Gießen geh. 1913. 1913.
- Rechtfertigungsglaube und Geschichte. 1913.
- Religion und Geschichte. 1907.